# Wizjer

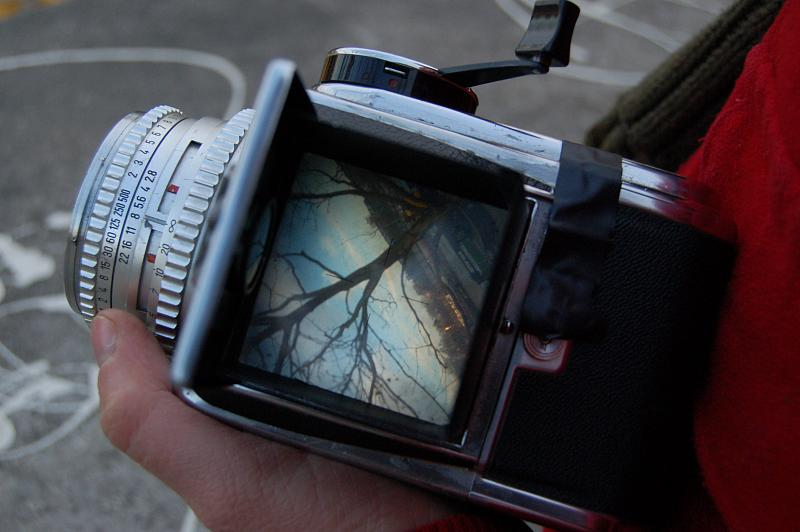
Wizjer w lustrzance Hasselblad serii 500

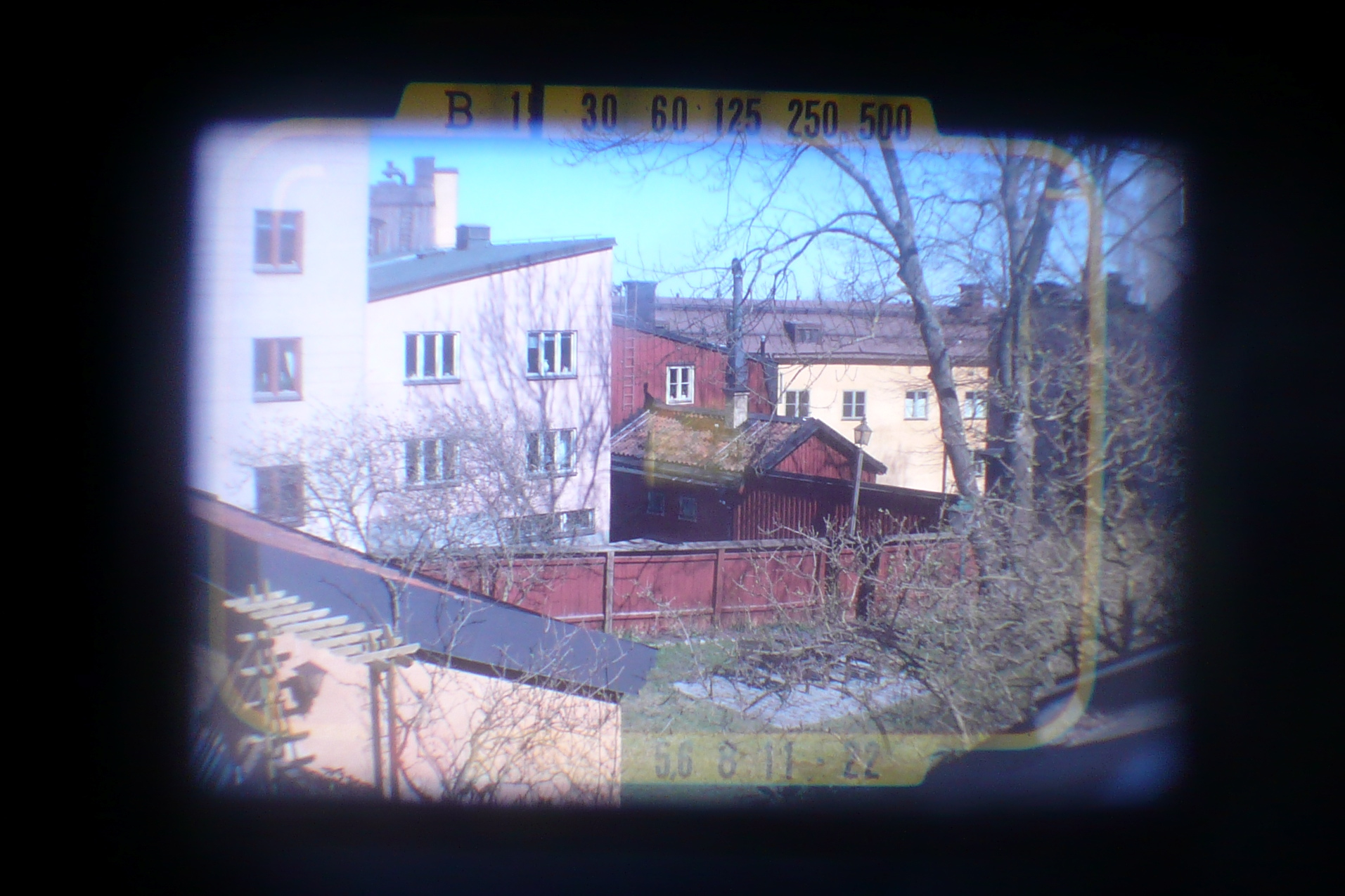
Widok przez wizjer Olympusa 35 RC

Wizjer – część przyrządu optycznego (np. aparatu fotograficznego) służąca do określenia granic kadru; celownik pozwalający na wybór i ustalenie obiektu zdjęcia. 
W aparatach fotograficznych stosowany jest najczęściej celownik lunetkowy, będące układem optycznym wbudowanym w korpus aparatu, w którym widoczny obraz jest pomniejszony.
Innym rodzajem wizjera jest celownik ramkowy składający się z ramki i prostego przeziernika, umieszczany na obudowie aparatu. Nazywane są one celownikami sportowymi, ze względu na łatwość ich użycia podczas fotografowania szybko poruszających się obiektów.
Wizjerem można także określić mały wyświetlacz ciekłokrystaliczny (LCD) w aparacie cyfrowym, w którym widziany jest obraz przedstawiający kadr. Dziś jest to często jedyna możliwość zobaczenia i skorygowania kadru w małych aparatach kompaktowych i innych urządzeniach mających funkcję aparatu, jak np. smartfony.